# Тартан (орнамент)

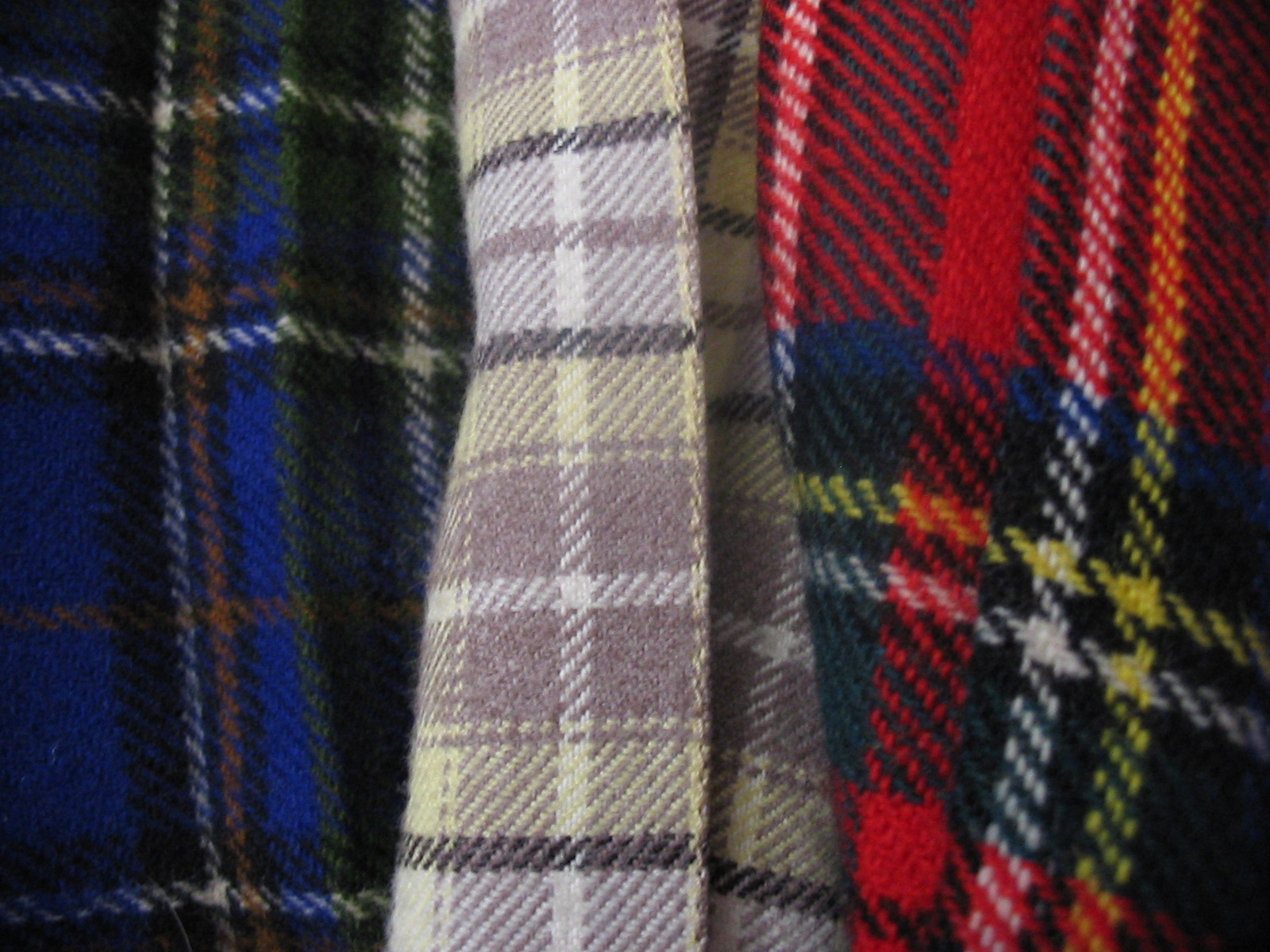
Три различных тартана

Тарта́н (англ. и скотс tartan, гэльск. breacan [ˈpɾʲɛxkən]) — клетчатый орнамент, состоящий из горизонтальных и вертикальных полос, а также прямоугольных областей, заполненных диагональными полосками. Узор образуется саржевым переплетением нитей, заранее окрашенных в разные цвета. Тартан является классическим узором для Шотландии, где он может символизировать определённый клан, а также местность или организацию. Шотландские килты практически всегда имеют рисунок тартан.

## Происхождения названия
Согласно толковым словарям Collins и Webster’s New World, есть несколько версий происхождения термина «тартан» (англ. и скотс tartan):
- от старофр. tiretaine / tertaine, которое можно перевести как «грубая полушерстяная ткань»,
- от ср.-исп. tiritaña, которое можно перевести как «тонкая шёлковая ткань» (изредка встречается вариант «тонкая шерстяная ткань»),
- от старофр. tartarin, которое можно перевести как «татарская ткань» (англ. Tartar cloth).

## История
Тартан является одним из символов Шотландии, однако первые тартаны археологи обнаружили далеко от Британских островов. По словам историка текстиля Элизабет Уэйлэнд Барбер (англ. Elizabeth Wayland Barber), тартаноподобный текстиль производился ещё в VIII—VI веках до нашей эры в Центральной Европе (гальштатская культура). Замечательно сохранившиеся образцы такого текстиля были найдены в соляных шахтах Гальштатт в окрестностях Зальцбурга, Австрия. Кроме того, штаны из ткани, похожей на тартан, обнаружены на «Черченском человеке» — 3000-летней мумии, найденной в пустыне Такламакан на юге Синьцзян-Уйгурского автономного района КНР. Подобные находки были сделаны также в Центральной Европе и Скандинавии.
Самый ранний тартан, обнаруженный на территории современной Великобритании, датируется серединой III века нашей эры. Его именуют «Фолкерк» (англ. Falkirk), так как он был обнаружен в шотландском городе Фолкерке одноимённого округа. Эта ткань закрывала глиняный горшок, в котором находились почти 2000 римских монет. Найденный тартан имеет естественные цвета тёмной и светлой шерсти. Историки полагают, что ранние формы тартана, подобные этому, были изобретены в доримские времена и пользовались популярностью среди жителей северных римских провинций, а также в других частях Северной Европы, таких как Ютландия.
Тартан в более или менее современном виде появился в Шотландии не ранее XVI века. Известно, что после подавления восстания якобитов в 1745 году англичане запретили шотландцам носить их национальную одежду с орнаментом тартан; исключение было сделано лишь для служащих королевских полков, которые патрулировали шотландские горы (они носили, как правило, тартан Black Watch). Запрет продлился до 1782 года, а после его отмены интерес к тартанам стал нарастать. В XIX веке было создано множество новых тартанов. Увлечение тартаном королевы Виктории и её мужа, — принца-консорта Альберта в 1840-х годах способствовало росту популярности одежды с этим орнаментом. Регистрация клановых тартанов, однако, началась ещё до этого — в 1815 году.

## Виды тартанов
Можно выделить следующие разновидности тартанов:
- клановые тартаны (англ. clan tartans, гэльск. breacan cinnidh), которые могут носить только члены соответствующих кланов.
- тартаны глав кланов (англ. chief tartans, гэльск. prìomh bhreacan), которые могут носить только они и их ближайшие родственники.
- светлые варианты клановых тартанов (англ. dress tartans, гэльск. sgeadaich breacain), которые могут носить и мужчины, и женщины — и не только по официальным случаям.
- варианты клановых тартанов, выполненные в приглушённых тонах синего, зелёного, коричневого цветов (англ. hunting tartans, гэльск. sealg bhreacain), которые могут носить далеко не только во время охоты, такие тартаны есть не у всех кланов.
- тартаны местности (англ. district tartans, гэльск. breacan sgìreil), которые могут носить люди, проживающие в определённой местности.
- корпоративные тартаны (англ. corporate tartans, гэльск. breacain chorporra), которые созданы для какой-либо компании.
- полковые тартаны (англ. corporate tartans, гэльск. breacain chorporra regimental tartans), которые носят служащие того или иного военного подразделения.
- фэшн тартаны (англ. fashion tartans, гэльск. breacain fasan), которые созданы каким-либо модельером / дизайнером одежды и не связаны с воинскими подразделениями, кланами или регионами.
- универсальные тартаны (англ. universal tartans, гэльск. breacan uile-choitcheann), которые не связаны с кланами и регионами и могут носиться всеми желающими без риска получить неодобрение со стороны шотландцев.
- официальные тартаны (англ. official tartans, гэльск. breacan oifigeil), которые были кем-либо авторизованы (к этой группе относятся клановые, полковые, региональные, корпоративные тартаны).
- памятные тартаны (англ. commemorative tartans, гэльск. breacain cuimhneachail), которые созданы в честь какого-либо человека или события.
- траурные тартаны (англ. mourning tartans, гэльск. breacain caoidh), которые носят на похоронах.[11]

Некоторые тартаны могут существовать в нескольких версиях: ancient (светлые цвета, как будто выцветшие от времени), modern (стандартные цвета — обычно довольно тёмные), weathered (светлые и невыразительные тона, обычно коричневатые / сероватые — эффект выцветания тут заметен гораздо сильнее, чем в случае с тартанами ancient). Нужно иметь в виду, что слова ancient, modern, antique указывают исключительно на то, светлым или тёмным является тот или иной тартан, но они ничего не говорят о времени его создания. Не следует путать тартаны ancient с тартанами dress — эти термины не являются синонимами (dress варианты отличаются от стандартных тартанов сильнее, чем ancient).

## Правила ношения
В самой Шотландии традиционные правила ношения тартанов довольно строги; так, если тот или иной человек не относится к соответствующему клану, то он не должен носить тартан этого клана. Тартаны той или иной местности могут носить те, кто имеют к ней отношение, а полковые тартаны — те, кто имеют отношение к соответствующим воинским частям. Тартан Балморал (Balmoral) и вовсе могут использовать лишь члены королевской семьи. Впрочем, существуют и разнообразные универсальные тартаны, которые может носить любой желающий (в числе самых популярных — Black Watch, Hunting Stewart, Royal Stewart). Кроме того, стоит отметить, что никакой юридической ответственности за ношение «не того» тартана нет, и максимум, что можно получить — это неодобрение со стороны шотландцев.
За пределами Шотландии правила ношения скорее связаны со степенью официальности тартанов, нежели с клановыми и тому подобными нюансами. Сам орнамент тартан считается неформальным, но степень его неформальности всё же несколько варьируется. Чем тот или иной узор типа тартан ярче, светлее и крупнее, тем он менее официален. В деловой среде носить одежду с таким орнаментом не принято, а вот в образы типа smart casual та или иная вещь с орнаментом тартан способна удачно вписаться.

## Цветовая кодировка тартана
Тот или иной шотландский тартан определяется цветами и количеством нитей, применяемых для изготовления ткани. Существует одно общее правило, исключения из которого встречаются очень редко: и основа, и уток тартана должны повторять одну и ту же последовательность цветов — так, чтобы всегда существовала диагональная линия, относительно которой узор будет симметричен. Кроме того, узор может быть симметричен относительно вертикальных и горизонтальных линий — соответствующие тартаны называются симметричными, в то время как тартаны, не обладающие таким свойством, именуются асимметричными (в скобках заметим, что при этом они обычно симметричны относительно диагональной линии).
Для записи последовательности цветов в тартане (англ. thread count) существует особая система. В одной строчке последовательно записываются цвет и количество нитей для каждой полосы. В случае с симметричным тартаном цвета полос повторяются в обоих направлениях между так называемыми якорями (англ. pivot points), а у несимметричного тартана цвета повторяются только в одном направлении. Например, у нас есть последовательность B K Y K R W. Для этой последовательности симметричный тартан будет выглядеть так: B K Y K R W R K Y K B K Y K R W R … Несимметричный тартан для этой последовательности: B K Y K R W B K Y K R W…
Первый и последний цвета в симметричном тартане именуются якорями (pivots), и количество нитей в них записывается через косую черту. Например: W/8 R64 K4 B8 K4 Y16 K4 Y16 K4 B8 K4 G64 B/8. В асимметричном тартане якоря отсутствуют, а запись последовательности цветов для такого рода тартана начинается с многоточия и заканчивается тоже многоточием. Например: … B24 W4 B24 R2 K24 G24 W2 … Для описания очень редко встречающихся тартанов с разными последовательностями цветов в основе и утке используют две отдельные записи этих последовательностей (одну — для утка, другую — для основы).
| Цвет                 | Буква | Английский     |
| -------------------- | ----- | -------------- |
| Синий                | B     | Blue           |
| Зелёный              | G     | Green          |
| Чёрный               | K     | Black          |
| Серый                | N     | Neutral / Grey |
| Оранжевый            | O     | Orange         |
| Лиловый / фиолетовый | P     | Purple         |
| Красный              | R     | Red            |
| Коричневый           | T     | Tan, brown     |
| Белый                | W     | White          |
| Жёлтый               | Y     | Yellow         |

Есть ещё и дополнительные цвета — светлые и тёмные варианты вышеуказанных цветов. Например, LG — это светло-зелёный, а DG — тёмно-зелёный. Особо стоит отметить, что в рамках каждого цвета (в том числе и дополнительных цветов) обычно объединены разные оттенки, порой сильно отличающиеся друг от друга. Иными словами, каждый цвет по классической системе кодировки тартанов — это на самом деле несколько разных цветов, похожих друг на друга, но не идентичных друг другу. Для того, чтобы было понятно, какой именно оттенок скрывается за той или иной аббревиатурой, можно указать расшифровку, сообщив, какие именно цвета по системам кодирования RGB или Hex имеются в виду под LP, DG, T и так далее.

## Памятные тартаны
- Санкт-Петербург в 2011 году стал первым российским городом, получившим собственный тартан, дизайн и цвета которого символизируют историю и культуру города, а также богатую палитру петербургско-шотландских отношений. Петербургский тартан был разработан в ходе конкурса, в котором участвовали учащиеся городских школ, и орнамент, признанный лучшим, был внесён в реестр Scottish Tartans Authority[англ.][12].
- В память об арктических конвоях был соткан специальный тартан. Для этого узора были выбраны особые цвета: «цвета ужаса, смерти и разрушения, но также и цвета мужества, надежды и выживания».[13]

## Регистрация
В мировом реестре тартанов Scottish Tartans World Register есть около 3000 видов этого орнамента, причём новые тартаны там уже не регистрируются. В другом реестре — Scottish Register of Tartans — на 2010 год есть 6000 видов тартанов и регистрация новых вариантов продолжается.